# Памятная медаль А. М. Горчакова
Памятная медаль А. М. Горчакова — одна из высших наград Министерства иностранных дел Российской Федерации. Учреждена 6 ноября 1997 года в связи с 200-летием со дня рождения Государственного Канцлера и Министра иностранных дел России светлейшего князя Александра Михайловича Горчакова.

## История награды
Учреждение медали предусматривалось пунктом 6 Постановления Правительства Российской Федерации от 25 мая 1996 года № 634 «О мероприятиях в связи с 200-летием со дня рождения выдающегося дипломата и государственного деятеля России А. М. Горчакова»:
…6. Министерству иностранных дел Российской Федерации, Министерству культуры Российской Федерации и Министерству финансов Российской Федерации обеспечить изготовление образца памятной медали А. М. Горчакова, которая будет вручаться российским и иностранным гражданам за особые заслуги в обеспечении внешнеполитических интересов России, и представить согласованные предложения в установленном порядке.…

## Правила награждения
Медаль и диплом вручаются гражданам России и иностранным гражданам в знак признания их заслуг в укреплении мира и развитии международного сотрудничества, утверждении общечеловеческих идеалов и гуманитарных ценностей, а также достижений в дипломатической деятельности.
Памятной медалью отмечается вклад российских, иностранных и международных организаций и учреждений в укрепление мира и развитие международного сотрудничества.
Решение о вручении медали принимается Коллегией МИД России и утверждается приказом Министра иностранных дел Российской Федерации.
Памятные медали и соответствующие дипломы вручаются Министром иностранных дел Российской Федерации в торжественной обстановке.

## Описание медали
Памятная медаль представляет собой бронзовый посеребрённый круг диаметром 90 мм, в середине которого на лицевой стороне помещено профильное (влево) изображение А. М. Горчакова. Сверху по окружности — выпуклая надпись: «А. М. Горчаков» и рельефные цифры «1798—1883», снизу по окружности — надпись: «A.Gorchakov» и рельефные цифры «1798—1883».
На оборотной стороне в верхней части рельефное изображение герба Российской империи в обрамлении картушей, в центре — лавровая ветвь.
На боковой стороне медали по её окружности гравируются слова: «МИД России» и порядковый четырёхзначный номер (С 0001 и т. д.).
Вручается в футляре красного дерева размером 100 мм х 100 мм х 25 мм.

Аверс медали Горчакова.
Реверс медали Горчакова.

## Описание диплома
Диплом о вручении памятной медали изготавливается на бумаге высокого качества размером 270 мм х 200 мм. Текст помещается в рамке с изображением лавровых листьев, обвитых лентой.
Над рамкой расположены слова: «Министерство иностранных дел Российской Федерации»
В грамоте перечисляются заслуги, за которые вручается медаль, помещается изображение лицевой и оборотной сторон медали.

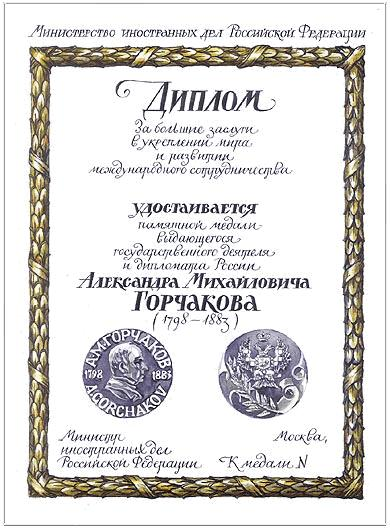
Диплом медали.
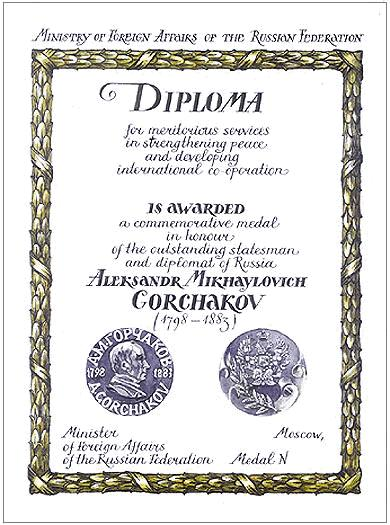
Диплом медали.

## Награждённые
Категория:Награждённые медалью А. М. Горчакова
- Май 1998 года — Первый Президент Российской Федерации Борис Николаевич Ельцин
- Январь 2001 года — Второй Президент Российской Федерации Владимир Владимирович Путин
- Апрель 2001 года — академик РАН Евгений Максимович Примаков
- Июнь 2002 года — Генеральный секретарь ООН Кофи Аннан
- Март 2002 года — Патриарх Московский и всея Руси Алексий II
- Ноябрь 2005 года — Секретарь Совета Безопасности Российской Федерации Игорь Сергеевич Иванов
- Июль 2008 года — Президент Российской Федерации Дмитрий Анатольевич Медведев
- 2011 год — Патриарх Московский и всея Руси Кирилл